# Михеев, Алексей Кириллович
Алексе́й Кири́ллович Михе́ев (15 марта 1925, с. Майданово, Давыдковская волость, Клинский уезд, Московская губерния, СССР — 20 декабря 2001, Долгопрудный, Московская область, Россия) — токарь Долгопрудненского машиностроительного завода Министерства авиационной промышленности СССР, Герой Социалистического Труда (1971). Лауреат Государственной премии СССР (1979).

## Биография
Родился 15 марта 1925 года в селе Майданово Давыдковской волости Клинского уезда Московской губернии (ныне — в черте города Клин, Московская область). По национальности русский.
В 1941 году трудоустроился на завод № 207 Наркомата авиационной промышленности (НКАП) СССР (пос. Долгопрудный) рабочим станочником, затем токарем-инструментальщиком; проработал на заводе до выхода на пенсию (в июле 1943 года в результате слияния с переведённым из Тушино заводом № 464 НКАП СССР был образован Государственный союзный завод № 464, в 1951 году он переименован в Долгопрудненский машиностроительный завод (ДМ3) Минавиапрома СССР, в 1975—1991 годах назывался Долгопрудненское машиностроительное производственное объединение (ДМПО), ныне — ПАО «Долгопрудненское научно-производственное предприятие»).
В 1960 году удостоен звания «Ударник коммунистического труда», в 1962 году избран депутатом Верховного Совета СССР. За высокие производственные достижения по итогам семилетки (1959—1965) награждён орденом Трудового Красного Знамени.
«Закрытым» указом Президиума Верховного Совета СССР от 26 апреля 1971 года «за выдающиеся заслуги в выполнении пятилетнего плана, создании новой техники» удостоен звания Героя Социалистического Труда с вручением ордена Ленина и золотой медали «Серп и Молот».
Жил в Долгопрудном, где скончался 20 декабря 2001 года.
Решением Мытищинского ГК КПСС и исполнительного комитета Долгопрудненского городского Совета народных депутатов Московской области №Б-52/257 от 13.10.1982 года удостоен звания «Почётный гражданин города Долгопрудный». Лауреат Государственной премии СССР (1979).
Депутат Верховного Совета СССР 6-го созыва (1962—1966). Делегат XIII съезда профсоюзов СССР (1963). Неоднократно избирался депутатом Долгопрудненского городского Совета.
Награждён орденами Ленина (26.04.1971), Трудового Красного Знамени (22.07.1966), медалями, в том числе «За трудовую доблесть» (20.04.1956), и «За доблестный труд в Великой Отечественной войне 1941—1945 гг.».